# 테츠코코
테츠코코(나와틀어: Tetzcohco [tet͡sˈkoʔko])는 고전후 시대 말기 멕시코 계곡 중부에 자리잡은 아콜루아인의 민족적 도시국가(알테페틀)이다. 테츠코코는 멕시코 계곡의 텍스코코 호 동안, 아스텍 제국의 수도 테노치티틀란의 북동쪽에 위치했다. 오늘날의 멕시코 텍스코코 시와 거의 비슷한 위치이며, 그 이름이 여기서 비롯되었다.
테츠코코는 아스텍 삼각동맹의 삼각축 중 한 축을 담당했다. 스페인의 멕시코 정복 당시 테츠코코는 수도 테노치티틀란에 이은 제2의 도시였다. 연구 결과 정복 이전 테츠코코의 인구는 2만 4천 명, 면적은 450 헥타르 정도로 추산되었다.
테츠코코에 거주한 민족을 테츠코카틀(Tetzcocatl [tet͡sˈkokat͡ɬ]), 복수형으로 테츠코카으(나와틀어: Tetzcocah [tet͡sˈkokaʔ])라고 불렀다.

## 참고 자료
- Smith, Michael E. (2005). “City Size in Late Post-Classic Mesoamerica” (PDF). Journal of Urban History 31 (4): 403–434. doi:10.1177/0096144204274396.